# Богдево
Богдево (мкд. Богдево) је насељено место у Северној Македонији, у северозападном делу државе. Богдево припада општини Маврово и Ростуша.

## Географски положај
Насеље Богдево је смештено у северозападном делу Северне Македоније. Од најближег већег града, Гостивара, насеље је удаљено 40 km западно.
Село Богдево се налази у горњем делу високопланинске области Река. Насеље је положено веома високо, на јужним висовима планине Враца, која се северно наставља на Шар-планину. Западно од насеља тло се стрмо спушта у клисуру реке Радике. Надморска висина насеља је приближно 1.420 метара.
Клима у насељу је оштра планинска.

## Историја
У 19. веку Богдево је било албанско село у оквиру Отоманског царства.
Према подацима Васила Кнчова из 1900. године у Богдеву је живело 180 Албанаца хришћанске вероисповести и 108 Албанаца исламске вероисповести.
Според статистиката на Васил Кънчов („Македония. Етнография и статистика“) в 1900. Богдево има 180 жители арнаути християни и 108 арнаути мохамедани.
Према Димитру Мишеву, секретару Бугарске егзархије, 1905. године хришћанско становништво села чинило је 126 Албанаца, верника Српске православне цркве.
После Другог балканског рата село је припало Србији.
Афанасиј Селишчев је на етничкој карти израђеној 1929. године приказао Богдево као албанско село.

## Становништво
По попису становништва из 2002. године Богдево је имало 5 становника.
Претежно становништво у насељу су Албанци (100%).
Већинска вероисповест у насељу је православље.

## Значајни људи
- Злате Михајловски (1926—1944), јогословенски народни херој.